# Tempo fuor di sesto
Tempo fuor di sesto è un romanzo di fantascienza dello scrittore statunitense Philip K. Dick. Il titolo originale  Time Out of Joint è una citazione dell'Amleto di William Shakespeare. In Italia il libro, che negli Stati Uniti è stato pubblicato nel 1959 da Lippincott, è stato tradotto con titoli diversi: Il tempo si è spezzato, L'uomo dei giochi a premio e Tempo fuori luogo, prima che l'editore Fanucci riportasse il titolo all'originale versione shakespeariana.

## Trama
La storia si apre come vicenda realistica: in una tranquilla cittadina statunitense degli anni cinquanta, in un quartiere periferico residenziale (suburb) di graziose villette tutte uguali, con il giardino ben curato e il televisore sempre acceso, vive una famiglia tipica: Vic Nielsen, gestore di un supermercato, e Margo, casalinga, genitori di Sammy. L'unico elemento fuori posto in questa famiglia modello è Ragle Gumm, il fratello di Margo, che dalla fine della guerra non s'è trovato né moglie né lavoro, e vive ospite del cognato. Ragle passa il suo tempo amoreggiando con le vicine di casa, tra cui l'avvenente e infantile Junie Black, e partecipando a un gioco a premi che viene pubblicato tutte le mattine dal quotidiano locale, la Gazette. Il gioco gli permette di avere sempre qualche dollaro in tasca perché, per strano che possa sembrare, Ragle vince sempre, tutti i giorni, da anni. Ormai gli abitanti della piccola città si sono abituati a vedere la sua foto sulle pagine della Gazette, e lo conoscono tutti.
Ma Ragle non è affatto contento della sua vita. Si sente in colpa perché, a differenza del cognato e di tutti gli altri uomini adulti, non si è fatto una famiglia e non ha un lavoro rispettabile. Inoltre, a complicare la sua situazione, cominciano a capitargli strani incidenti: ogni tanto qualche oggetto attorno a lui sparisce, lasciando solo un biglietto con sopra il nome dell'oggetto svanito. Ragle comincia a sospettare di essere malato di mente, ma scopre che anche ai suoi parenti succedono cose strane.
Il gioco a premi in cui Ragle è impegnato, si intitola "Dove andrà oggi il nostro Omino Verde?". Si tratta di indovinare in quale casella di una scacchiera si recherà il personaggio del gioco. Ragle vince quasi tutti i giorni, ed ha stretto un accordo con l'editore del gioco per cui può sbagliare un certo numero di volte prima di essere estromesso dalla classifica generale dei giocatori del quiz. Il motivo di questo trattamento preferenziale sta nel fatto che il pubblico vuole i suoi eroi, e desidera veder vincere sempre le stesse persone.
Alla fine del romanzo, Ragle scopre la verità sulla sua vita; lui non è un giocatore, ma un analista di intelligence, e il gioco dell'omino verde in realtà consiste nello scoprire dove cadranno i missili del nemico (la Terra è impegnata in una guerra interplanetaria). Ad un certo punto Ragle aveva avuto un regresso mentale, si era chiuso in se stesso, e per non perderlo i suoi capi avevano deciso di creare intorno a lui un ambiente fittizio, nel quale avrebbe continuato inconsapevolmente il suo lavoro, sotto forma di gioco a premi. Pertanto era stata creata una piccola cittadina fittizia, in cui tutti gli abitanti erano attori.

## Influenza culturale
Si è scoperto dopo molti anni che questo romanzo ha ispirato la prima parte de L'arcobaleno della gravità di Thomas Pynchon. A proposito dell'influenza sul cinema, inoltre, va notato come il film The Truman Show abbia molti punti in comune con quest'opera di Dick, sia nella trama sia nello scenario che fa da sfondo: il mondo fittizio e artificiale di Truman, per esempio, assomiglia molto alla cittadina in cui vive Ragle Gumm - si pensi all'ambientazione anni cinquanta e al perbenismo che permea la vita del luogo - e la stessa esperienza di Truman nel corso del film ricorda non poco le vicissitudini del protagonista dickiano - entrambi i personaggi, in seguito a delle strane circostanze, si ritrovano a dubitare della realtà che li circonda e vogliono scoprire cosa c'è sotto, tentando in ultimo la fuga dalla città in cui vivono.

## Edizioni
- Philip K. Dick, Time Out of Joint, Lippincott, 1959.
- Philip K. Dick, Il tempo si è spezzato, traduzione di Pinuccia Rebora, collana I Romanzi del Corriere n° 59, Corriere della Sera, 1959.
- Philip K. Dick, L'uomo dei giochi a premio, collana Urania n° 491, Arnoldo Mondadori Editore, 1968,  p. 185.
- Philip K. Dick, Tempo fuori luogo, traduzione di Gianni Pannofino, collana La Memoria n° 437, Sellerio Editore, 1999,  p. 298, ISBN 88-389-1515-6.
- Philip K. Dick, Tempo fuor di sesto, traduzione di Anna Martini, collana Collezione n° 16, Fanucci, 2003,  p. 236, ISBN 88-347-0939-X.